# Leó Szilárd

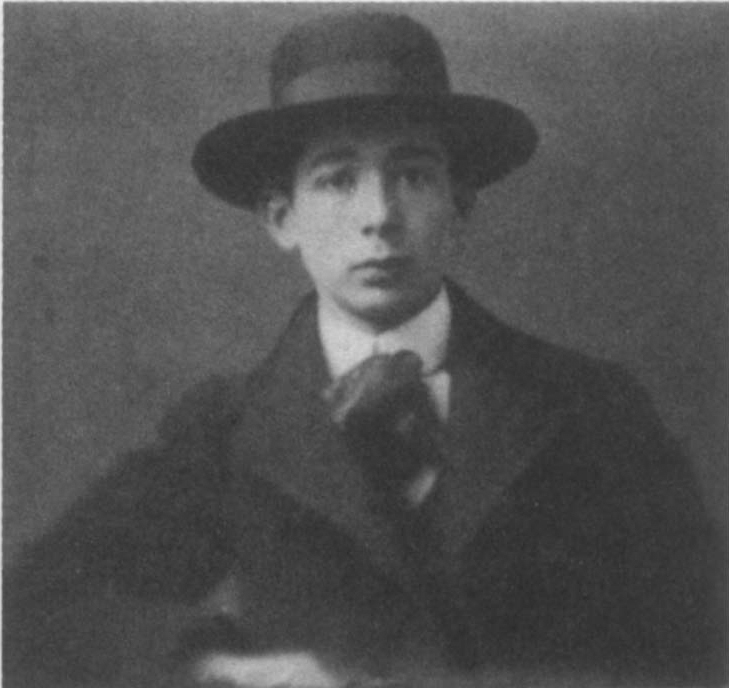
Leó Szilárd v 18 letech

Leó Szilárd (11. února 1898, Budapešť – 30. května 1964, La Jolla, Kalifornie) byl americký fyzik maďarsko-židovského původu.
Jako první zjistil, že řetězová reakce (i atomová bomba) je uskutečnitelná. Když se obával, že Němci jí brzy získají, spolu s Albertem Einsteinem napsal list americkému presidentu Franklinovi D. Rooseveltovi a později se zúčastnil projektu Manhattan. Je autorem mnohých patentů (například elektronový mikroskop a urychlovač částic). Výrazně se podílel na zkonstruování prvního atomového reaktoru (patent spolu s Enricem Fermim).
Szilárd patřil do skupiny známých maďarsko-židovských fyziků a matematiků z Budapešti. Patřili sem i Paul Erdős, Edward Teller, John von Neumann a Eugene Paul Wigner. Jejich američtí kolegové je kvůli jakoby „nadpozemským“ schopnostem nazývali „The Martians“ (Marťani).

## Životopis
Leó Szilárd se narodil jako nejstarší syn úspěšného židovského inženýra. Původně se rodina jmenovala Spitz, ale v roce 1900 si jméno změnila na Szilárd. Fyzikou se Leó začal zabývat už ve třinácti letech. Své studium započal na Technické škole v Budapešti, ale kvůli politickému napětí a nevhodným studijním podmínkám odchází roku 1919 spolu s mladším bratrem do Berlína.

### Působení v Německu (patent na urychlovač částic a elektronový mikroskop)
V Berlíně studoval na Technische Hochschule, ale vlivem Alberta Einsteina, Max von Laueho, Erwina Schrödingera, Waltera Nernsta a Fritze Habera (kteří tehdy vyučovali v Berlíně) se více zaměřil na fyziku. Roku 1921 ukončil studium v Technische Hochschule a zapsal se na Berlínskou univerzitu. Po jedné z přednášek ukázal Leó Szilárd své práce Albertu Einsteinovi, kterého zaujaly, a od té doby ho Leó často doprovázel domů. Roku 1922 získal doktorát „cum laude“ po předložení své dizertační práce „Pokles entropie v termodynamické soustavě vlivem inteligentní bytosti“, která vzbudila v odborných kruzích velký ohlas. Touto prací dalece předběhl svou dobu, neboť zkoumá a v podstatě i popisuje souvislost mezi informací a druhým termodynamickým zákonem.
Mezi lety 1925 až 1933 získal několik patentů, z nichž osm společně s Albertem Einsteinem. V roce 1929 si dává patentovat urychlovač částic a roku 1931 elektronový mikroskop. 2. března 1931 podal spolu s Einsteinem patent na nový typ chladničky. I když v běžném životě se princip vynálezu neujal, stále se užívá na chlazení jaderných reaktorů.
V tomto období působil Leó Szilárd jako pomocný profesor a později i několikrát přednášel teoretickou fyziku spolu s Ervinem Schrödingerem. Také přednášel společně s Lisou Meitnerovou chemii a jadernou fyziku.

### Působení v Anglii (patent na řetězovou reakci)
Když se v roce 1933 dostali k moci v Německu nacisté, vycítil Szilárd příchod nových časů: „Sbalil jsem si dva kufry, abych mohl v kterémkoliv okamžiku opustit zemi“. Po požáru Reichstagu nastoupil na rychlík do Vídně. Druhého dne tentýž vlak (a na rozdíl od předchozího dne zcela plný) zastavili nacisté na hranicích a přinutili všechny Židy vystoupit. Koncem března odcestoval do Anglie. „V dětství mě zajímaly pouze dvě věci: fyzika a politika, ale nikdy bych si nemyslel, že tyto dvě věci spolu budou někdy souviset. Za svůj život vděčím pravděpodobně svému politickému rozhledu a fyzice vděčím za to, že je můj život zajímavý“ vzpomínal později Szilárd.
Szilárd spolu s Hansem Bethem umožnil zaměstnání mnohým uprchlým vědcům na anglických univerzitách. Později přesvědčil sira Wiliama Beveridge, aby založil organizaci Academic Assistance Council, jejímž cílem bylo pomáhat vědcům, kteří uprchli před nacismem.
Roku 1934, v Londýně měl na půdě Royal Society přednášku Ernest Rutherford, který hovořil o obrovské energii ukryté v atomovém jádru. Také prohlásil, že není možné praktické využití atomové energie, neboť na Zemi nelze vytvořit potřebný proces. S jeho závěry Leó Szilard nesouhlasil a vyslovil myšlenku, že pokud by existoval dostatečně nestabilní prvek, který by uvolnil dva neutrony poté, co jeden pohltí, bylo by možné s tímto prvkem vytvořit řetězovou reakci, za předpokladu, že by ho bylo kritické množství. To však byl princip atomové bomby. Roku 1934 a roku 1936 podal dva patenty do British Admirality týkající se dané problematiky. Jeden byl veřejný a druhý tajný. Protože nevěděl, s kterým prvkem je reakce uskutečnitelná, doporučil beryllium, brom a uran. Jeho žádost na 8 tisíc liber pro další výzkumy byla zamítnuta. Později prohlásil, že by měl obdržet Nobelovu cenu, neboť pokud by výzkum proběhl, byla by atomová bomba objevena dříve, což by změnilo dějiny.
V roce 1935 Szilárd získal status uprchlíka a pokračoval ve výzkumu v oblasti jaderné fyziky v Clarendon Laboratory. Soustředil se na výzkum iridia, které vykazovalo zvláštní izotopovou aktivitu. Své kolegy se snažil přesvědčit, že atomová energie má praktické využití, avšak zároveň představuje hrozbu a proto by měl výzkum probíhat pod určitým dohledem. V roce 1937 pokračoval ve výzkumech v Oxfordu s Jamesem Tuckem a naplánoval elektronový urychlovač. V období schválení Mnichovské dohody byl Leó Szilard na přednášce ve Spojených státech, a vzhledem k britským ústupkům vůči nacistům se rozhodl odstěhovat do New Yorku.

### Spojené státy americké (Projekt Manhattan a patent na atomový reaktor)
V New Yorku na Kolumbijské univerzitě spolupracoval s Walterem Zinnem na neutronových emisích. Poté, co zjistil, že iridium není vhodné na uskutečnění řetězové reakce, začal se zkoumáním uranu. V lednu 1939 ho zasáhla zpráva, že v Německu došlo ke štěpení uranu a že se rozpadá na dvě jádra, pravděpodobně s menším počtem neutronů.
S blížící se válkou se Szilárd stále více zabýval myšlenkou na sestrojení atomové bomby. Vědělo se, že Němci pokračují v atomovém výzkumu. Společně s Albertem Einsteinem proto sepsal dopis prezidentu USA, ve kterém informovali o možném využití atomové energie pro vojenské účely a varovali, že by Němci mohli získat ničivou zbraň dříve než spojenci. Dopis bývá označován jako Einsteinův dopis či jako Einstein-Szilárdův dopis. Roosevelt na přezkoumání informací ustavil komisi. Szilárd, Wigner a Teller byli pozváni, aby vysvětlili svůj postoj. Když se komise zeptala, kolik peněz by potřebovali na výzkum, Wigner odpověděl, že bude stačit 6000 dolarů, které poté obdrželi. Tento výzkum posléze přerostl v projekt Manhattan. Zkonstruování reaktoru měl na starosti Enrico Fermi spolu se Szilárdem, chemické postupy měl na starosti Wigner a matematické výpočty John von Neumann. Projektu Manhattan se zúčastnilo mnoho vědců z různých zemí a nakonec stál více než 2 miliardy dolarů. S uranem se jim nedařilo provést řetězovou reakci, protože neutrony štěpily jen lehký uran U235. Ostatní atomy ale neutrony pohlcovaly, zpomalily a nakonec i zastavily řetězovou reakci. Proto byl okolo uranu rozmístěn grafit, který zpomaloval rychlost neutronů a těžký uran je už nepohlcoval. Roku 1941 se pod Szilárdovým vedením podařilo v Oak Ridge vyrobit grafit s dosud nevídanou čistotou. Poté se ale zjistilo, že čistý grafit už nepohlcuje neutrony, ale zpomaluje proces natolik, že není vhodný na výrobu atomové bomby. Proto byly vypracovány nové postupy. První možností bylo oddělit od sebe lehký a těžký uran, který by se následně stal vhodným na uskutečnění řetězové reakce. Tento postup byl však velmi obtížný. Druhá možnost počítala s tím, že během pomalé řetězové reakce těžký uran pohltí neutrony, které během několika dní přemění uran na plutonium.
Szilárd se v roce 1942 přestěhoval do Chicaga a do roku 1946 pracoval jako vedoucí fyzik spolu s Arthurem Comptonem na Chicagské univerzitě v Metallurgical Laboratory. Tato laboratoř byla jedním z vedoucích středisek projektu Manhattan. V roce 1942 započala v údolí Oak Ridge výroba zařízení potřebných na zkonstruování atomové bomby, toto místo byla označováno jako Manhattan District.
2. prosince 1942 Fermi a Szilárd společně s dalšími představili první nukleární řetězovou reakci na Chicagské univerzitě v reaktoru postaveném v podzemí stadionu Stagg Field. Rozměry reaktoru byly obrovské, skládal se z 45 000 grafitových bloků. Tento pokus potvrdil Szilárdovu myšlenku, že atomovou energii lze využít.

### Období po druhé světové válce
Po kapitulaci Německa Szilárd napsal další dopis prezidentu Rooseveltovi, v němž doporučil stanovení mezí na použití atomových zbraní. Roosevelt ale zemřel dříve, než dopis doručili.
Po válce byl patent na jaderný reaktor udělen společně Fermimu a Szilárdovi, následně ho vláda USA odkoupila za symbolický jeden dolar.
V roce 1947 se Szilárd zaměřil na nukleární biologii a spolupráci s Aaronem Novickem. V únoru 1950 Szilárd navrhl kobaltovou bombu, nový typ nukleární zbraně používající kobalt, která podle něj by mohl zničit veškerý život na planetě.